# Marcell Jansen
Marcell Jansen (Mönchengladbach, 1985. november 4. –) volt német válogatott labdarúgó, hátvéd.

## Pályafutása
Marcell Jansen 1993-ban igazolt a Borussia Mönchengladbach csapatához. 2004. december 4-én debütált a Bundesligában a Hertha BSC ellen. (16. fordulóban) Első Bundesliga gólját 2005. április 3-án a VFL Bochum ellen lőtte, amely végül döntetlen lett. (2-2). 2007. május 24-én 4 éves szerződést írt alá a Bayern München-hez. Első Bundesliga mérkőzését a Bayern München-ben a Hansa Rostock ellen játszotta.
Már egy év után elhagyta a német rekordbajnok csapatot, és a Hamburger Sport-Verein-hez igazolt 2013-ig.

## Válogatottban
Jansen az U21-es válogatottban 2004. november 16-án debütált Lengyelország ellen. A találkozót Cottbusban rendezték és 1-1-re végződött. 2005.február 3-án a felnőtt csapatban is bemutatkozott Szlovákia ellen. Tagja volt a 2006-os vb-n bronzérmet szerző, valamint a 2008-ban Eb-ezüstérmes német válogatottnak is. Első gólját a 2008-as eb selejtezőjén, a San Marino ellen 6-0 arányban megnyert meccsen szerezte. A másodikat a 2010-es vb selejtezőjén szerezte Liechtenstein a második német gólt a 4:0 arányban megnyert meccsen, a vb bronzmérkőzésén Uruguay ellen szerezte harmadik találatát, amivel 2:2 lett az eredmény, de a német csapat nyert 3:2-re.

## Sikerei, díjai

### Klubcsapattal
- FC Bayern München:
- Német bajnok: 2008
- Németkupa-győztes: 2008
- Német ligakupa-győztes: 2007

### Válogatottal
- Világbajnoki bronzérmes: 2006
- Európa-bajnoki ezüstérmes: 2008
- Konföderációs kupa bronzérmese: 2005